# Big Buck Bunny
Big Buck Bunny (numit și Peach) este un scurt film, de animație computerizată, creat de Institutul Blender, parte a Fundației Blender. 
Ca și filmul anterior al fundației, Elephants Dream, acesta este creat folosind numai software gratuit. Lucrul a început în Octombrie 2007, iar filmul a fost lansat oficial pe 10 aprilie 2008, având premiera în Amsterdam, iar filmul și fișierele folosite au fost puse pe site-ul oficial pe 30 mai 2008.
Filmul a fost urmat de un joc gratuit și open source numit Yo Frankie!, în august 2008.

## Intriga
Acțiunea urmărește o zi din viața lui Big Buck Bunny ("Marele Iepuraș") când el se întâlnește cu trei rozătoare intimidante, Frank, Rinky și Gamera. Rozătoarele se amuză necăjind creaturile neajutorate ale pădurii, aruncând cu fructe, nuci și pietre în ele. După moartea a doi fluturi favoriți ai Iepurelui și un atac asupra lui, Iepurașul își pune deoparte partea blândă și pune la cale un plan complex pentru a se răzbuna.

## Informații tehnice
Urmând Elephants Dream, filmul de scurt-metraj este primul proiect al Fundației Blender creat de Institutul Blender, o divizie a fundației creată special pentru a compune filme și jocuri open source. 
Banii pentru crearea filmului au fost donați de Fundația Blender și de comunitate sau pre-vânzări ale DVD-ului filmului și sponsorizări comerciale. Produsul final precum și toate fișierele necesare creării filmului (animația, personajele, texturile) au fost eliberate sub licența Creative Commons Attribution License. 
El a fost randat pe ferma de randare a Sun Microsystems.

### Dezvoltarea programuluiBlenderpentru crearea Big Buck Bunny
Ca și în proiectul Elephants dream, dezvoltatorii Blender au lucrat să îmbunătățească programul, în ritm cu nevoile echipei ce crea proiectul. Îmbunătățiri s-au făcut în randarea părului și a blănii, sistemului de particule, maparea UV, shading, motorului de randare, constraints și skinning. De asemenea a fost introdus, în timpul proiectului, o iluminare generală aproximativă. Aceste opțiuni au fost lansate public în versiunea 2.46 a Blender-ului.

## Imagini

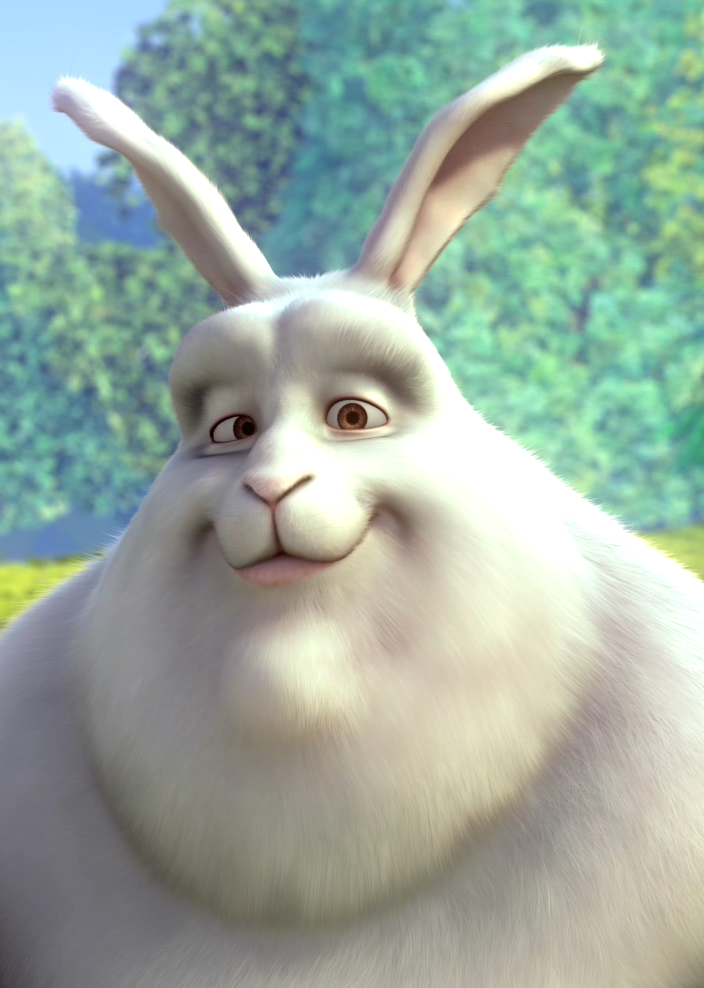
"Bunny" sau JC (poreclă dată de echipă)
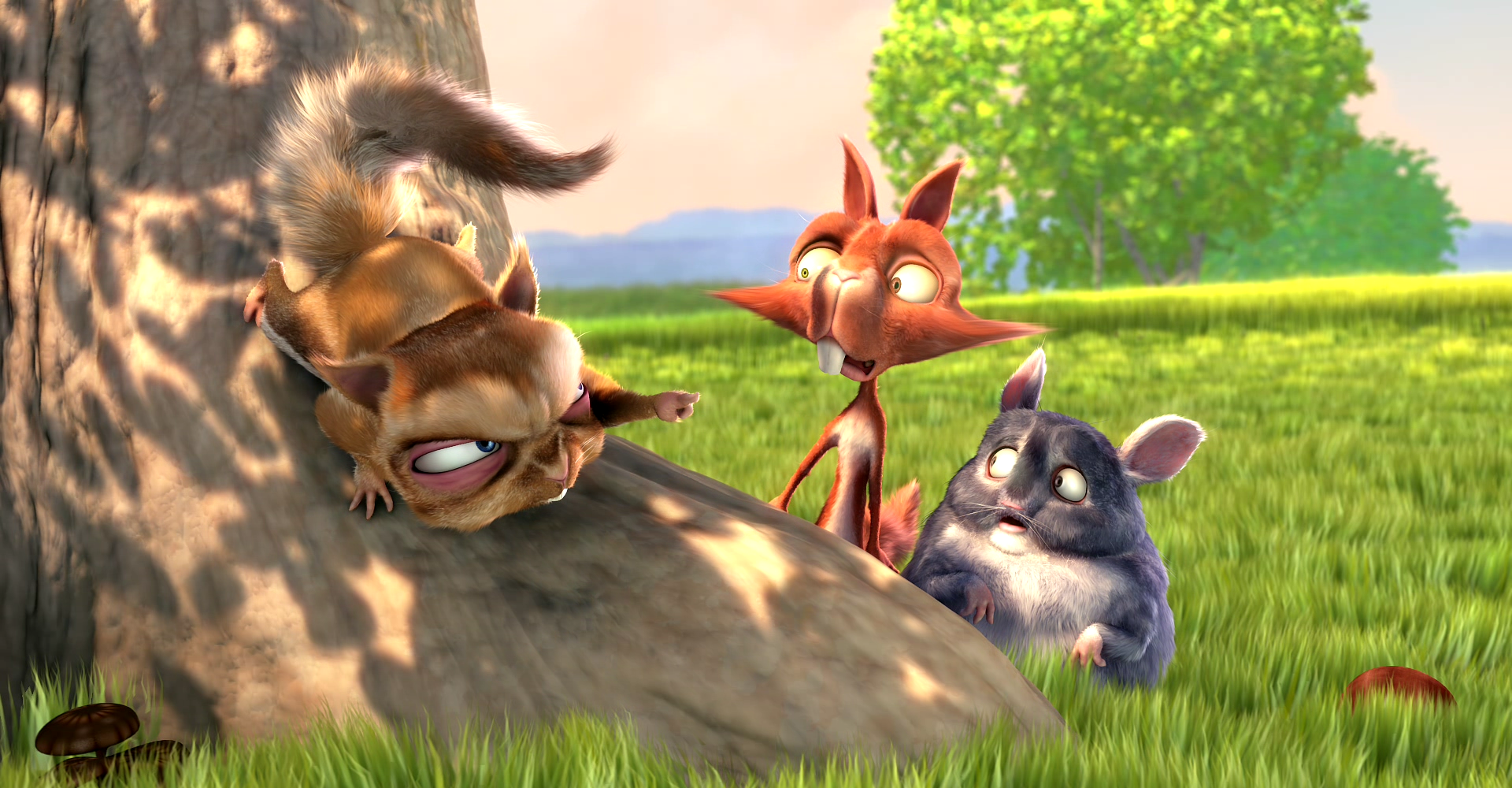
Frank, Rinky şi Gamera (de la stânga la dreapta)
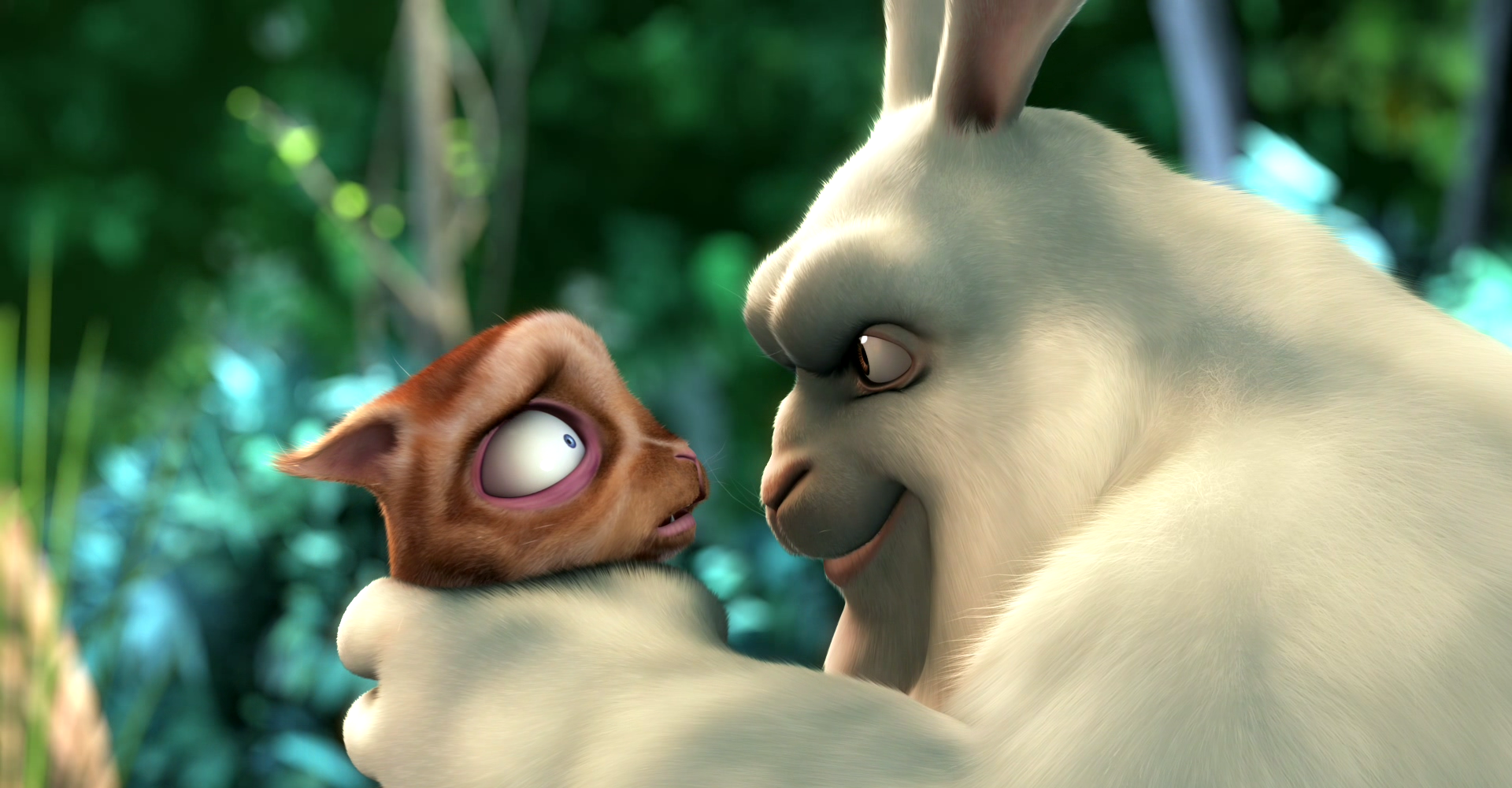
Bunny îl prinde pe Frank
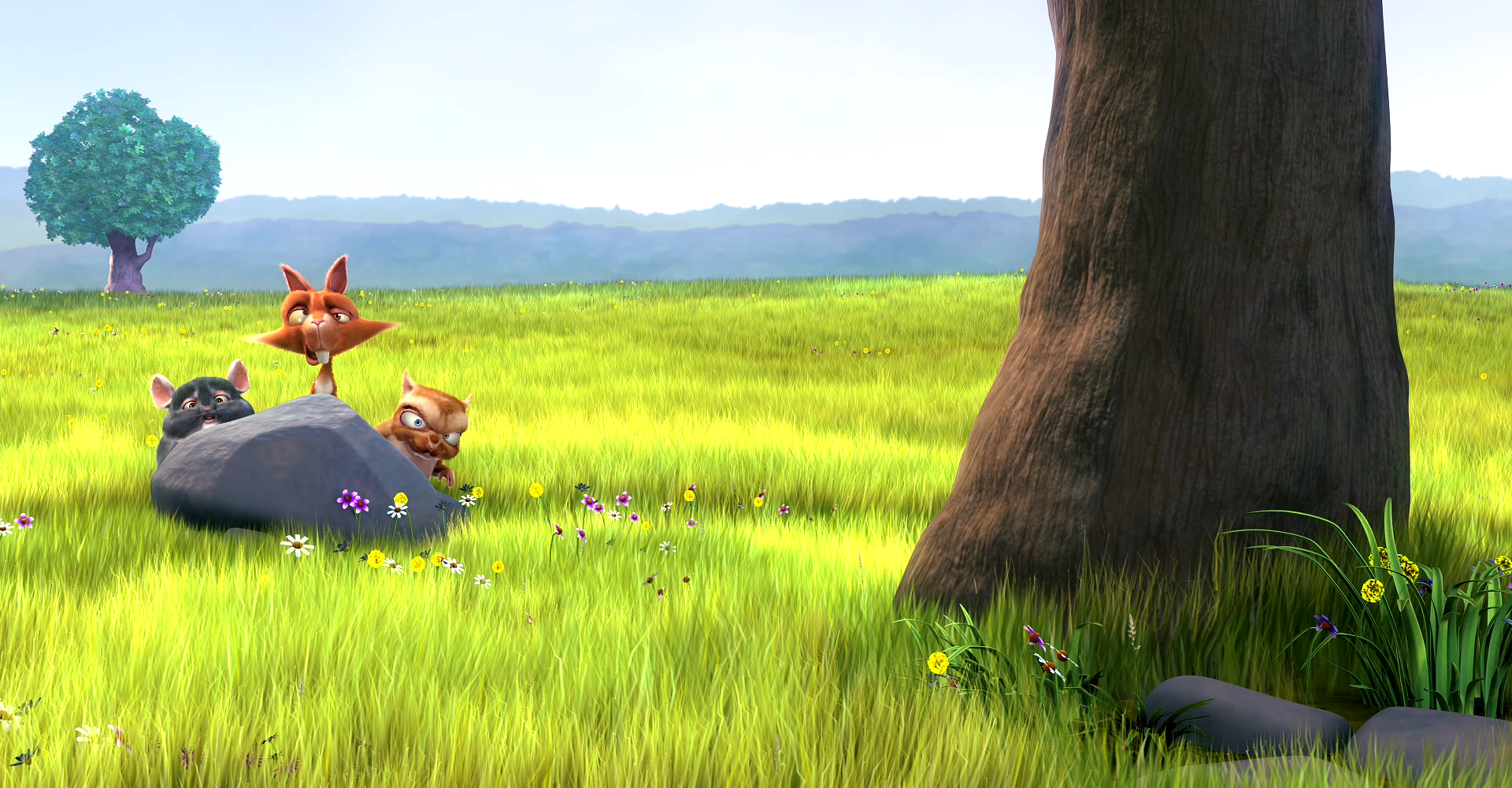
Peisaj
- trailer video

## Adrese externe
- Site-ul oficial Arhivat în 8 iulie 2008, la Wayback Machine.
- downloaduri și streamuri oficialeBig Buck Arhivat în 4 martie 2011, la Wayback Machine.
- Trailer Big Buck Bunny Arhivat în 15 mai 2008, la Wayback Machine.
- Credite și media Big Buck Bunny
- Big Buck Bunny Production repository Arhivat în 8 martie 2009, la Wayback Machine.
- Big Buck Bunny la Internet Movie Database
- Big Buck Bunny HD la YouTube